# Магриб — Європа (газопровід)

Магриб — Європа — транспортна система, створена для доставки алжирського природного газу до країн Піренейського півострова. Іноді систему називають «Трубопровід Pere Durán Farrell», на честь  керівника іспанської Gas Natural Fenosa, яка була головним ініціатором проекту.
Алжир володіє великими запасами природного газу і традиційно є одним із головних постачальників цього ресурсу до Європи, як через трубопроводи, так і у вигляді ЗПГ. Ідея з'єднання газотранспортних мереж Алжиру та Іспанії виникла ще у 1960 роках, проте, на відміну від Транссередземноморського трубопроводу, до її практичної реалізації дійшло лише у самому кінці 20 століття, коли у 1996-му ввели в експлуатацію газопровід Магриб — Європа, розпочатий спорудженням за три роки до того. 
Газопровід бере початок на найбільшому газовому родовищі Алжиру Хассі-Р'мель, перетинає Марокко та Гібралтарську протоку і досягає іспанського узбережжя в Таріфа. Загальна довжина за цим маршрутом складає 1105 км, в тому числі алжирська ділянка 530 км, марокканська 525 км та офшорна 45 км. В подальшому ресурс транспортується по трубопроводу Таріфа – Кордова. В частині джерел довжина системи Магриб — Європа вказується до з'єднання з португальською газотранспортною системою — 1620 кілометрів (тобто  із урахуванням довжини Таріфа – Кордова та Кордова – Кампо-Майор).
Газопровід виконано із труб діаметром 1200 мм. На ділянці переходу через Гібралтарську протоку прокладена не одна, а дві лінії, але діаметром по 550 мм. Глибини в районі переходу досягають 396 метрів. Спорудження офшорної ділянки виконали трубоукладальні судна "Castoro II" та "Castoro Sei".
Первісно на маршруті встановили чотири компресорні станції, що забезпечувало річний обсяг транспортування до 8,5 млрд м3. У 2003 році з метою доведення потужності до більш ніж 12 млрд м3 замовили ще три такі ж станції. Всього за перші 20 років експлуатації (1996—2016) через систему було поставлено 182 млрд м3.
Від алжирської ділянки починається рід відгалужень, зокрема, GPDF – Бешар – Бені-Аббес, GPDF – Бені-Саф, GPDF – Ель-Баяд. Також від неї отримує живлення ТЕС Намаа.